# Trąbin-Rumunki
Trąbin-Rumunki est une localité polonaise de la voïvodie de Couïavie-Poméranie et du powiat de Rypin.